# Saison 2020-2021 du Standard de Liège
Maillots
Chronologie
Saison précédente Saison suivante
La saison 2020-2021 du Standard de Liège voit le club évoluer en Jupiler Pro League. C'est la 104e saison des Rouches au plus haut niveau du football belge, et la 99e consécutive, record absolu en Belgique. Il participe également à la Coupe de Belgique ainsi qu'à la Ligue Europa.

## Transferts[1]

### Mercatod'été

#### Transferts entrants[2]
| Nom              | Poste     | Nationalité sportive             | Provenance            | Transfert       | Fin du contrat | Note                                                                  |
| ---------------- | --------- | -------------------------------- | --------------------- | --------------- | -------------- | --------------------------------------------------------------------- |
| Laurent Henkinet | Gardien   | Belgique                         | Oud-Heverlee Louvain  | Transfert libre |                |                                                                       |
| Jackson Muleka   | Attaquant | République démocratique du Congo | Tout Puissant Mazembe | 2M €            | 2024           |                                                                       |
| Laurent Jans     | Défenseur | Luxembourg                       | FC Metz               | Transfert libre | 2021           | Était en prêt au SC Paderborn 07. Une année supplémentaire en option. |
| Eddy Sylvestre   | Ailier    | France                           | OGC Nice              | 1M €            | 2024           | Éventuels bonus et pourcentage en cas de future revente               |

#### Transferts sortants
| Nom                    | Poste     | Nationalité sportive | Destination                   | Transfert          | Fin du contrat | Note                                       |
| ---------------------- | --------- | -------------------- | ----------------------------- | ------------------ | -------------- | ------------------------------------------ |
| Vanja Milinković-Savić | Gardien   | Serbie               | Torino FC                     | Fin de prêt        |                |                                            |
| Luis Pedro Cavanda     | Défenseur | Belgique             | Sans club                     | Rupture de contrat |                |                                            |
| Orlando Sá             | Attaquant | Portugal             | Sans club                     | Rupture de contrat |                | A ensuite rejoint le Málaga CF.            |
| Senna Miangue          | Défenseur | Belgique             | Cagliari Calcio               | Fin de prêt        |                | A ensuite été prêté au KAS Eupen.          |
| Dimitri Lavalée        | Défenseur | Belgique             | FSV Mayence                   | Transfert libre    |                |                                            |
| Natanaël Frenoy        | Défenseur | Belgique             | RFC Liège                     | Fin de contrat     |                |                                            |
| Carlinhos              | Milieu    | Brésil               | Club de Regatas Vasco da Gama | Fin de contrat     |                | Était en prêt au Vitória Setúbal           |
| Hady Sangare           | Défenseur | Mali                 | Sans club                     | Fin de contrat     |                |                                            |
| Mërgim Vojvoda         | Défenseur | Kosovo               | Torino FC                     | 5,3 M€             |                |                                            |
| Uche Agbo              | Milieu    | Nigeria              | Deportivo La Corogne          | ~1 M€              |                | Était déjà en prêt au Deportivo La Corogne |

### Mercato d'hiver

#### Transferts entrants[2]
| Nom         | Poste     | Nationalité sportive | Provenance          | Transfert | Fin du contrat | Note          |
| ----------- | --------- | -------------------- | ------------------- | --------- | -------------- | ------------- |
| João Klauss | Attaquant | Brésil               | TSG 1899 Hoffenheim | En prêt   | juin 2022      | (fin du prêt) |

#### Transferts sortants
| Nom                 | Poste     | Nationalité sportive | Destination      | Transfert | Fin du contrat | Note        |
| ------------------- | --------- | -------------------- | ---------------- | --------- | -------------- | ----------- |
| Felipe Avenatti     | Attaquant | Uruguay              | Royal Antwerp FC | En prêt   |                | > juin 2021 |
| Aleksandar Boljević | Milieu    | Monténégro           | KAS Eupen        | En prêt   |                | > juin 2021 |

## Déroulement de la saison
Le 10 juin 2020, le club annonce l'arrivée d'un nouvel entraineur. Le Français Philippe Montanier remplace donc Michel Preud'homme qui conserve toutefois d'autres fonctions au sein du club.
Le 3 août 2020, le Standard de Liège annonce que François Fornieri devrait devenir coadministrateur délégué du club à hauteur de 49,5 % des parts, après avoir longtemps été sponsor du club via sa société Mithra Pharmaceuticals. Il est prévu que l'homme d'affaires liégeois entre dans le capital mais que Bruno Venanzi reste le président du club. François Fornieri devrait également intégrer le capital de la « S.A. Immobilière Standard de Liège ». Cependant, le 10 novembre 2020, le Standard de Liège et Bruno Venanzi annoncent avoir mis un terme aux négociations avec François Fornieri, le patron de Mithra. Ce dernier ne fait donc pas son entrée dans le capital du club liégeois.
Bien que le mercato estival ait été prolongé jusqu'au 5 octobre en raison de la pandémie du Covid-19, on note assez peu de mouvements dans l'effectif des joueurs liégeois. Le gardien de but Laurent Henkinet, l'attaquant congolais Jackson Muleka, l'arrière droit luxembourgeois Laurent Jans et l'ailier français Eddy Sylvestre rejoignent le club alors que le belgo-kosovar Mërgim Vojvoda s'envole vers le calcio en signant au club de Torino FC. Quelques joueurs peu ou pas alignés pendant la saison précédente quittent aussi le club alors que plusieurs jeunes de l'Académie intègrent le noyau A parmi lesquels le milieu de terrain Nicolas Raskin, la révélation liégeoise du début du championnat.
Sur la scène européenne, le Standard franchit deux tours de qualification et les barrages de la Ligue Europa en écartant successivement à domicile et en matches uniques les formations galloise de Bala Town FC (2-0), serbe de Vojvodina (2-1 après prolongations) et hongroise de Fehérvár (3-1) et se qualifie ainsi pour la troisième saison consécutive pour la phase de groupe de la Ligue Europa. Le Standard est versé dans le groupe D en compagnie des Portugais du Benfica Lisbonne, des Écossais du Glasgow Rangers et des Polonais de Lech Poznań, récents tombeurs du Sporting Charleroi. Les Rouches entament mal leur parcours européen avec trois défaites consécutives, terminent finalement troisième de ce groupe avec 4 points et ne se qualifient donc pas pour les seizièmes de finale.
Le club entame bien le championnat et figure parmi le top 4 belge jusqu'à la 9e journée. Le 1er novembre, lors d'une rencontre contre le KV Ostende, Zinho Vanheusden est victime d'une déchirure des ligaments du genou droit et est indisponible pour plusieurs mois. Ensuite, les résultats deviennent moins bons puis carrément mauvais, les Rouches enchaînant quatre matches nuls puis quatre défaites de rang. Le Standard termine l'année 2020 à une décevante onzième place. Ces mauvaises performances ont pour conséquence le limogeage de l'entraineur Philippe Montanier le 26 décembre 2020. Quatre jours plus tard, le Standard annonce l'engagement comme entraineur du Sénégalais Mbaye Leye, ancien joueur du club de 2010 à 2012 et entraineur adjoint jusqu'en juin 2020. Il est secondé par Patrick Asselman et Éric Deflandre. Le changement d'entraineur paraît d'emblée bénéfique puisque les Liégeois entament l'année 2021 par quatre victoires qui leur permettent de réintégrer la quatrième place du classement. Le mercato d'hiver est très calme. On note une seule arrivée : l'avant-centre brésilien João Klauss venu en prêt pour une saison et demie du TSG Hoffenheim. Au niveau des départs, Felipe Avenatti et Aleksandar Boljević sont prêtés jusqu'à la fin de la saison respectivement à l'Antwerp et au KAS Eupen. La suite du championnat est toutefois beaucoup moins glorieuse avec sept matches consécutifs sans victoire avant une embellie sur les trois dernières journées de la phase régulière concrétisée par autant de victoires. Le Standard termine à la sixième place de cette phase régulière et se qualifie pour les play-offs 2 renommés Europe play-offs. Devant faire face aux blessures de nombreux titulaires, le Standard termine dernier de ces play-offs 2 avec 5 défaites en 6 matches et ne se qualifie donc pas pour une coupe d'Europe.
Cette saison a vu les Liégeois accomplir un beau parcours en coupe de Belgique. Ils ont d'abord éliminé leurs voisins du R. FC Seraing 1-4 sur un terrain boueux à la limite de la praticabilité. Ensuite, ils sont venus à bout du KV Courtrai aux tirs au but sur un terrain gelé. Le 4 mars, ils parviennent à battre les favoris du Club Bruges 1-0, malgré une fin de match houleuse à la suite d'un but brugeois à la dernière minute annulé par le VAR pour une faute de main de Simon Mignolet, monté à l'attaque. Vainqueur en demi-finale du KAS Eupen (0-1), le Standard échoue pour sa 18e finale, battu 2-1 par le KRC Genk (but de Jackson Muleka pour le Standard).
Si le Standard n'a pas guère brillé en championnat ni en Ligue Europa, la principale satisfaction du club à la fin de la saison 2020-2021 est l'éclosion ou la confirmation de jeunes joueurs issus de son centre de formation comme Arnaud Bodart, Nicolas Raskin, Zinho Vanheusden (malgré sa grave blessure), Michel-Ange Balikwisha et Hugo Siquet.

## Résultats

### Matches de préparation
| Date           | Adversaire           | Division    | Lieu               | Résultat | Buteurs pour le Standard                              |
| -------------- | -------------------- | ----------- | ------------------ | -------- | ----------------------------------------------------- |
| 01/07/2020     | Stade waremmien      | D2 Amateurs | Académie Dom       | 5-0      | W.Balikwisha, Dragus, W.Balikwisha, Gavory, J.Carcela |
| 03/07/2020     | KV Courtrai          | D1A         | Académie Dom       | 3-2      | Avenatti, W.Balikwisha, Tapsoba                       |
| 11/07/2020 (1) | Oud-Heverlee Louvain | D1A         | Académie Dom (60') | 1-1      | Avenatti                                              |
| 11/07/2020 (2) | Oud-Heverlee Louvain | D1A         | Académie Dom (60') | 0-1      |                                                       |
| 18/07/2020     | KV Malines           | D1A         | Académie Dom       | 4-0      | Amallah, Pavlovic, Shamir, Ntelo                      |
| 22/07/2020     | / AS Monaco          | Ligue 1     | Seraing Dom        | 2-1      | Avenatti, Avenatti                                    |
| 25/07/2020     | OGC Nice             | Ligue 1     | Dom                | 1-2      | Avenatti                                              |
| 01/08/2020 (1) | Stade de Reims       | Ligue 1     | Dom                | 1-0      | M.Carcela                                             |
| 01/08/2020 (2) | Stade de Reims       | Ligue 1     | Académie Dom       | 3-0      | Shamir, M.A. Balikwisha, Cop                          |

### Division 1A

#### Phase régulière
| Date         | N o | Adversaire         | Lieu | Résultat | Buteurs pour le Standard                                    | Points | Place | Affluence |
| ------------ | --- | ------------------ | ---- | -------- | ----------------------------------------------------------- | ------ | ----- | --------- |
| 8 août       | J01 | Cercle Brugge      | Dom  | 1-0      | Bastien 55e                                                 | 3      | 5e    | huis-clos |
| 17 août      | J02 | Waasland-Beveren   | Ext  | 1-2      | Amallah 67e, Bastien 70e                                    | 6      | 2e    | huis-clos |
| 23 août      | J03 | KRC Genk           | Dom  | 0-0      |                                                             | 7      | 3e    | huis-clos |
| 30 août      | J04 | K. Beerschot V.A.  | Ext  | 0-3      | Avenatti 32e, Lestienne 76e, Oulare 83e                     | 10     | 2e    | huis-clos |
| 12 septembre | J05 | OH Leuven          | Ext  | 1-0      |                                                             | 10     | 3e    | 4000      |
| 20 septembre | J06 | KV Kortrijk        | Dom  | 2-1      | Amallah 31e (pen), Oulare 34e                               | 13     | 2e    | 6723      |
| 27 septembre | J07 | SV Zulte Waregem   | Dom  | 2-2      | M.A. Balikwisha 47e, Muleka 81e                             | 14     | 4e    | 6578      |
| 4 octobre    | J08 | Sporting Charleroi | Ext  | 1-2      | M.A. Balikwisha 79e, Raskin 84e                             | 17     | 3e    | 5261      |
| 17 octobre   | J09 | Club Brugge        | Dom  | 1-1      | Gavory 90+3e (pen)                                          | 18     | 4e    | 7500      |
| 25 octobre   | J10 | STVV               | Ext  | 2-0      |                                                             | 18     | 5e    | huis-clos |
| 1er novembre | J11 | KV Oostende        | Dom  | 1-0      | Dussenne 86e                                                | 21     | 3e    | huis-clos |
| 8 novembre   | J12 | Royal Antwerp FC   | Ext  | 1-1      | Lestienne 68e                                               | 22     | 5e    | huis-clos |
| 21 novembre  | J13 | KAS Eupen          | Dom  | 2-2      | Bokadi 35e, Bodart 90+6e                                    | 23     | 5e    | huis-clos |
| 29 novembre  | J14 | RSC Anderlecht     | Ext  | 0-0      |                                                             | 24     | 5e    | huis-clos |
| 6 décembre   | J15 | KV Mechelen        | Dom  | 2-2      | Laifis 45e, M.A. Balikwisha 77e                             | 25     | 5e    | huis-clos |
| 13 décembre  | J16 | La Gantoise        | Ext  | 2-1      | CSC 2e                                                      | 25     | 8e    | huis-clos |
| 16 décembre  | J18 | KV Kortrijk        | Ext  | 2-1      | Lestienne 76e                                               | 25     | 8e    | huis-clos |
| 20 décembre  | J17 | RE Mouscron        | Dom  | 0-1      |                                                             | 25     | 9e    | huis-clos |
| 26 décembre  | J19 | STVV               | Dom  | 1-2      | Muleka 71e                                                  | 25     | 11e   | huis-clos |
| 11 janvier   | J30 | Waasland-Beveren   | Dom  | 3-1      | Amallah 31e, 66e, Bokadi 74e                                | 28     | 10e   | huis-clos |
| 17 janvier   | J20 | Cercle Brugge      | Ext  | 0-1      | Lestienne 11e                                               | 31     | 8e    | huis-clos |
| 20 janvier   | J25 | KV Mechelen        | Ext  | 0-4      | Dussenne 22e, Amallah 49e, Bastien 54e, M.A. Balikwisha 57e | 34     | 6e    | huis-clos |
| 24 janvier   | J21 | Sporting Charleroi | Dom  | 3-2      | Klauss 13e, M.A. Balikwisha 38e, Muleka 80e                 | 37     | 4e    | huis-clos |
| 28 janvier   | J22 | KV Oostende        | Ext  | 2-2      | M.A. Balikwisha 47e, Bokadi 90+5e                           | 38     | 4e    | huis-clos |
| 31 janvier   | J23 | Club Brugge        | Ext  | 3-1      | Bokadi 3e                                                   | 38     | 4e    | huis-clos |
| 6 février    | J24 | OH Leuven          | Dom  | 1-1      | Klauss 84e                                                  | 39     | 6e    | huis-clos |
| 12 février   | J26 | Royal Antwerp FC   | Dom  | 1-1      | Carcela 8e (pen)                                            | 40     | 7e    | huis-clos |
| 21 février   | J27 | SV Zulte Waregem   | Ext  | 3-2      | Klauss 11e, Bastien 53e                                     | 40     | 10e   | huis-clos |
| 28 février   | J28 | RSC Anderlecht     | Dom  | 1-3      | Amallah 83e                                                 | 40     | 10e   | huis-clos |
| 7 mars       | J29 | RE Mouscron        | Ext  | 1-0      |                                                             | 40     | 12e   | huis-clos |
| 19 mars      | J31 | KRC Genk           | Ext  | 2-2      | Klauss 52e, Muleka 81e                                      | 41     | 12e   | huis-clos |
| 4 avril      | J32 | La Gantoise        | Dom  | 2-1      | Muleka 66e, M.A. Balikwisha 77e                             | 44     | 9e    | huis-clos |
| 9 avril      | J33 | KAS Eupen          | Ext  | 0-4      | Amallah 43e 68e, Muleka 71e, Lestienne 85e                  | 47     | 7e    | huis-clos |
| 16 avril     | J34 | K. Beerschot V.A.  | Dom  | 3-0      | Klauss 44e, Amallah 60e (pen), Muleka 86e                   | 50     | 6e    | huis-clos |

#### Play-Offs 2
| Date    | N o | Adversaire  | Lieu | Résultat | Buteurs pour le Standard        | Points | Place | Affluence |
| ------- | --- | ----------- | ---- | -------- | ------------------------------- | ------ | ----- | --------- |
| 1er mai | J01 | KV Oostende | Ext  | 6-2      | Muleka 45e, Carcela 45+2e       | 25     | 8e    | huis-clos |
| 8 mai   | J02 | La Gantoise | Dom  | 2-1      | Amallah 61e, M.A.Balikwisha 77e | 28     | 7e    | huis-clos |
| 13 mai  | J03 | KV Mechelen | Dom  | 1-2      | Raskin 68e                      | 28     | 8e    | huis-clos |
| 16 mai  | J04 | KV Mechelen | Ext  | 3-1      | Muleka 89e                      | 28     | 8e    | huis-clos |
| 19 mai  | J05 | La Gantoise | Ext  | 2-0      |                                 | 28     | 8e    | huis-clos |
| 22 mai  | J06 | KV Oostende | Dom  | 1-3      | M.A.Balikwisha 13e              | 28     | 8e    | huis-clos |

### Coupe de Belgique
| Date       | Tour              | Club visité | Club visiteur | Aller                   | Total | Retour | Buteurs pour le Standard                                              | Affluence |
| ---------- | ----------------- | ----------- | ------------- | ----------------------- | ----- | ------ | --------------------------------------------------------------------- | --------- |
| 03/02/2021 | 1/16ème de finale | RFC Seraing | Standard      | 1-4                     | /     | /      | Bokadi 4e, Jans 40e, Klauss 68e, Muleka 90+2e                         | Huis-clos |
| 09/02/2021 | 1/8ème de finale  | KV Courtrai | Standard      | 1-1 (a.p.) 5-6 (t.a.b.) | /     | /      | Laifis 36e T.a.b. : Bastien, Klauss, Dussenne, Raskin, Laifis, Siquet | Huis-clos |
| 04/03/2021 | 1/4 de finale     | Standard    | Club Brugge   | 1-0                     | /     | /      | Muleka 48e                                                            | Huis-clos |
| 13/03/2021 | 1/2 finale        | KAS Eupen   | Standard      | 0-1                     | /     | /      | Amallah 67e                                                           | Huis-clos |
| 25/04/2021 | Finale            | Standard    | KRC Genk      | 1-2                     | /     | /      | Muleka 84e                                                            | Huis-clos |

### Ligue Europa
| Date       | Tour                     | Adversaire       | Lieu | Score  | Buteurs pour le Standard                 | Affluence |
| ---------- | ------------------------ | ---------------- | ---- | ------ | ---------------------------------------- | --------- |
| 17/09/2020 | 2e tour de qualification | Bala Town FC     | Dom  | 2-0    | Avenatti 20e (pen), Amallah 36e          | Huis-clos |
| 24/09/2020 | 3e tour de qualification | Vojvodina        | Dom  | 2-1 ap | Avenatti 47e (pen), Amallah 91e          | Huis-clos |
| 01/10/2020 | Barrages                 | Fehérvár FC      | Dom  | 3-1    | Gavory 51e, Amallah 77e (pen), 85e (pen) | Huis-clos |
| 22/10/2020 | Groupe D                 | Rangers FC       | Dom  | 0-2    |                                          |           |
| 29/10/2020 | Groupe D                 | Benfica Lisbonne | Ext  | 3-0    |                                          |           |
| 05/11/2020 | Groupe D                 | Lech Poznań      | Ext  | 3-1    | Lestienne 29e                            | Huis-clos |
| 26/11/2020 | Groupe D                 | Lech Poznań      | Dom  | 2-1    | Tapsoba 63e, Laifis 90+3e                | Huis-clos |
| 03/12/2020 | Groupe D                 | Rangers FC       | Ext  | 3-2    | Lestienne 6e, Cop 40e                    | Huis-clos |
| 10/12/2020 | Groupe D                 | Benfica Lisbonne | Dom  | 2-2    | Raskin 12e, Tapsoba 60e,                 | Huis-clos |

| Rang | Équipe            | Pts | J | G | N | P | Bp | Bc | Diff |  | Résultats (▼ dom., ► ext.) |     |     |     |     |
| ---- | ----------------- | --- | - | - | - | - | -- | -- | ---- |  | -------------------------- | --- | --- | --- | --- |
| 1    | Rangers FC        | 14  | 6 | 4 | 2 | 0 | 13 | 7  | +6   |  | Rangers FC                 |     | 2-2 | 3-2 | 1-0 |
| 2    | Benfica Lisbonne  | 12  | 6 | 3 | 3 | 0 | 18 | 9  | +9   |  | Benfica Lisbonne           | 3-3 |     | 3-0 | 4-0 |
| 3    | Standard de Liège | 4   | 6 | 1 | 1 | 4 | 7  | 14 | -7   |  | Standard de Liège          | 0-2 | 2-2 |     | 2-1 |
| 4    | Lech Poznań       | 3   | 6 | 1 | 0 | 5 | 6  | 14 | -8   |  | Lech Poznań                | 0-2 | 2-4 | 3-1 |     |

## Statistiques
Les matchs amicaux ne sont pas pris en compte.

### Classement des buteurs
mis à jour le 10 mai 2021
| Rang | Joueur                 | Buts |
| ---- | ---------------------- | ---- |
| 1er  | Selim Amallah          | 15   |
| 2e   | Jackson Muleka         | 11   |
| 3e   | Michel-Ange Balikwisha | 8    |
| 4e   | Maxime Lestienne       | 7    |
| 5e   | João Klauss            | 6    |
| 6e   | Merveille Bope Bokadi  | 5    |
| 7e   | Samuel Bastien         | 4    |
| 8e   | Felipe Avenatti        | 3    |
| 8e   | Konstantínos Laïfis    | 3    |
| 10e  | Mehdi Carcela          | 2    |
| 10e  | Noë Dussenne           | 2    |
| 10e  | Nicolas Gavory         | 2    |
| 10e  | Obbi Oularé            | 2    |
| 10e  | Nicolas Raskin         | 2    |
| 10e  | Abdoul Tapsoba         | 2    |
| 16e  | Arnaud Bodart          | 1    |
| 16e  | Duje Čop               | 1    |
| 16e  | Laurent Jans           | 1    |

### Classement des passeurs
mis à jour le 9 avril 2021
| Rang | Joueur                 | Passes |
| ---- | ---------------------- | ------ |
| 1er  | Nicolas Gavory         | 8      |
| 2e   | Collins Fai            | 6      |
| 2e   | João Klauss            | 6      |
| 4e   | Maxime Lestienne       | 5      |
| 4e   | Nicolas Raskin         | 5      |
| 6e   | Mehdi Carcela          | 4      |
| 6e   | Michel-Ange Balikwisha | 4      |
| 6e   | Selim Amallah          | 4      |
| 6e   | Hugo Siquet            | 4      |
| 10e  | Duje Čop               | 3      |
| 11e  | Noë Dussenne           | 2      |
| 11e  | Konstantínos Laïfis    | 2      |
| 11e  | Laurent Jans           | 2      |
| 14e  | Merveille Bope Bokadi  | 1      |
| 14e  | Gojko Cimirot          | 1      |
| 14e  | Samuel Bastien         | 1      |
| 14e  | Eden Shamir            | 1      |
| 14e  | Jackson Muleka         | 1      |
| 14e  | Abdoul Tapsoba         | 1      |
| 14e  | Felipe Avenatti        | 1      |